# Jean Ier d'Alençon (Bellême)
Pour les articles homonymes, voir Jean Ier d'Alençon (Valois) et Jean Ier.
Jean Ier d'Alençon († 1191), de la maison de Montgommery-Bellême, fut comte d’Alençon de 1171 à 1191. Il était fils de Guillaume 1er de Ponthieu dit Guillaume III Talvas, seigneur d’Alençon et comte de Ponthieu, et d’Hélène de Bourgogne.

## Biographie
Reconnu comte d'Alençon par Henri II Plantagenêt, Jean succède à son père en 1171, après avoir été associé au gouvernement depuis le retour de la croisade de ce dernier en 1149. À la fin de sa vie, il envisage à son tour de se croiser mais meurt le 24 février 1191 au château d'Alençon.

## Mariage et enfants
Il a épousé Béatrix du Maine, fille d’Élie II d'Anjou, comte du Maine, et de Philippe du Perche. De ce mariage sont nés :
- Jean II († 1191), comte d’Alençon ;
- Robert († 1217), comte d’Alençon ;
- Guillaume († 1203) ;
- Helle (ou Alix), mariée à Hugues II, vicomte de Châtellerault ;
- Ala, dame d'Almenêches ;
- Philippe[3] ou Phlippa, mariée à Guillaume III de Roumare († 1198), comte  de Lincoln ; puis à Robert Malet fitz Erneis, seigneur de Graville, puis à Guillaume de Préaux († 1223)[4].

## Sources
- Jean Ier d’Alençon sur le site de la Foundation for Medieval Genealogy.